# مردوخ أخي إريبا
مردوخ أخي إريبا المدرج في النقش المسماري المعاصر له باسم «امار.اوتو-شيش-ميش-سو» والذي يعني أن «واسمه يعني» مردوخ عوض لي إخوتي""، وهي مقولة تعطى عادة للأولاد الصغار الذين يتوفى أشقائهم الأكبر سناً وهم صغار حوالي 1046 ق.م وهو الملك التاسع للسلالة المعروفة باسم سلالة إيسين الثانية أو سلالة بابل الرابعة، ولكن لمدة 6 أشهر فقط. وفقًا لقائمة التزامن الملكية كان معاصرًا للملك الآشوري آشور بيل كالا حيث كان سلفه المباشر أداد أبلا إيدينا.

## سيرته
المصدر المعاصر الوحيد هو کودورو (فن الخط المصور) أو علامة حدود الحجر الجيري الرمادي، في مجموعة خاصة في إسطنبول، والتي تسجل منحه أرض لبعض العبيرو في منطقة بشمال بابل يُطلق عليها بيت بيري أمورو. وقد تم ذكره في نبوءة بسطر واحد: 
وهي لوحة آشورية متأخرة تم العثور عليها في آشور ونشرت لأول مرة في عام 1923، وهي سلسلة من 12 ملوك بابل.

## النقوش
1. ↑  Kudurru BE I 2 149.
2. ↑  Synchronistic Kings List A.117, excavation reference Assur 14616c, ii 22.
3. ↑  Prophecy A, tablet VAT 10179 (KAR 421) obverse ii 19.

## الهوامش
1. ↑  جي. أي. برنكمان (1968). التاريخ السياسي لما بعد السيطرة الكاشية على بابل ، 1158-722 ق.م. مختارات شرقية. ص. 144.
2. ↑  جي. أي. برنكمان (1999). "آيسن". في ديتز أوتو إدزارد (المحرر). معجم علم الآشوريات وعلم آثار الشرق الأدنى: لا - كيزوانتا. والتر دي جروتر. ص. 184.
3. ↑  هيرمان فولراث هيلبريخت (1896). النقوش البابلية القديمة خصوصاً من نيبور ، المجلد الأول ، الجزء الثاني. فيلادلفيا: الجمعية الفلسفية الأمريكية. ص. 65–67. text 149.
4. ↑  جي. أي. برنكمان (1999). "آيسن". في ديتز أوتو إدزارد (المحرر). معجم علم الآشوريات وعلم آثار الشرق الأدنى: لا - كيزوانتا. والتر دي جروتر. ص. 374.
5. ↑  تريمبر لونجمان (1 يوليو 1990). السيرة الذاتية الأكدية الخيالية: دراسة عامة ومقارنة. مطبعة آيزنبراونس. ص. 161.